# Hagebücherhöh
Hagebücherhöh ist eine Hofschaft in Halver im Märkischen Kreis im Regierungsbezirk Arnsberg in Nordrhein-Westfalen (Deutschland).

## Lage und Beschreibung
Hagebücherhöh liegt südlich des Halveraner Hauptortes auf 426 Meter über Normalnull an der Landesstraße L284 östlich des Waldgebiets Bommert auf der Wasserscheide zwischen den Flusssystemen der Ruhr (via Ennepe) und der Wupper. Die Nachbarorte sind Hagebüchen, Wilhelmshöh, Wegerhof, Auf der Mark, Bergfeld und Burg. 
Nördlich von Hagebüchen liegt das Quellgebiet der Ennepe, südlich entspringt die Bommeke. Östlich erhebt sich eine 433,4 Meter über Normalnull hohe Anhöhe.

## Geschichte
Hagebücherhöh wurde erstmals 1730 urkundlich erwähnt, die Entstehungszeit der Siedlung wird im Zeitraum zwischen 1705 und 1730 vermutet. Hagebücherhöh ist ein Abspliss von Auf der Mark.
1818 lebten sechs Einwohner im Ort. Laut der Ortschafts- und Entfernungs-Tabelle des Regierungs-Bezirks Arnsberg wurde Hegebücherhöh als Hof kategorisiert und besaß 1838 eine Einwohnerzahl von 17, allesamt evangelischen Glaubens. Der Ort gehörte zur Bergfelder Bauerschaft innerhalb der Bürgermeisterei Halver und besaß zwei Wohnhäuser, eine Fabrik bzw. Mühle und ein landwirtschaftliches Gebäude.
Das Gemeindelexikon für die Provinz Westfalen von 1887 gibt eine Zahl von elf Einwohnern an, die in zwei Wohnhäusern lebten.
An Hagebücherhöh verlief eine Altstraße von Hagen über Breckerfeld, Halver und Rönsahl nach Siegen vorbei, ein bedeutender frühmittelalterlicher (nach anderen Ansichten bereits frühgeschichtlicher) Handels-, Pilger- und Heerweg. Eine weitere frühgeschichtliche Altstraße über Radevormwald nach Schwelm mit Verlauf über die heutige Landesstraße L284, die als Eisen- und Kohlenstraße genutzt wurde, kreuzte in Hagebücherhöh den Heerweg.